# Roudolphe Douala
Roudolphe Douala M’bele (* 25. September 1978 in Douala) ist ein ehemaliger kamerunischer Fußballnationalspieler.
Douala, der seine Karriere beim französischen Verein AS Saint-Étienne begann, spielte seine gesamte Karriere in Europa. Nachdem er bei der AS Saint-Étienne kein Spiel bestritten hatte, wechselte er 1998 zu Boavista Porto. Dort kam er aber selten zum Einsatz, sodass er innerhalb Portugals an Desportivo Aves, Gil Vicente FC und União Leiria ausgeliehen wurde. 2004 verpflichtete Sporting Lissabon ihn für drei Spielzeiten. Dort wurde er Stammspieler. In seiner Debütsaison 2004/05 erzielte er ein Tor in der UEFA Europa League im Spiel gegen den FC Middlesbrough. Das Spiel endete mit einem 3:2-Sieg. Dennoch wurde er für die Saison 2006/07 nach England an den FC Portsmouth verliehen. Im Sommer 2007 ging er für ein halbes Jahr zurück nach Frankreich zur AS Saint-Étienne. Im Januar 2008 verpflichtete Asteras Tripolis ihn für ein halbes Jahr. Auch dort war er Stammspieler, dennoch ging er im Sommer 2009 zurück nach England zu Plymouth Argyle. Dort kam er auf zwei Ligaspiele und sein Vertrag wurde aufgelöst. In der Saison 2010/11 wechselte er als Vereinsloser nach Belgien zu Lierse SK. Dort kam er selten zum Einsatz und beendete nach Ende der Saison seine Profikarriere.
Für die kamerunische Nationalmannschaft bestritt er zwischen 2004 und 2009 mindestens 17 Länderspiele und erzielte ein Tor.

## Titel und Ehrungen
- Primeira Liga: Spieler des Monates (März 2004)